# Hoffmannia inamoena
Hoffmannia inamoena är en måreväxtart som beskrevs av Paul Carpenter Standley. Hoffmannia inamoena ingår i släktet Hoffmannia och familjen måreväxter. Inga underarter finns listade i Catalogue of Life.